# Ropotucha (rzeka)
Ropotucha (ukr. Ропотуха)– rzeka na Ukrainie, w dorzeczu Bohu. Dopływ Jatrani, którą zasila we wsi Ładyżynka. Płynie przez Wyżynę Naddnieprzańską.